# Czufut-Kale

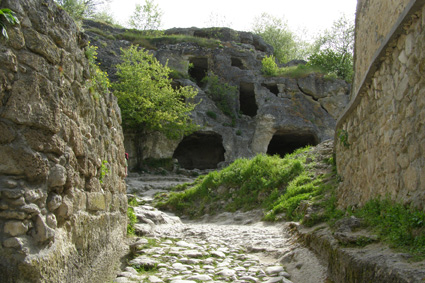
Fragment Czufut-Kale

Czufut-Kale (ukr. Чуфут-Калe, krm. Çufut Qale, ros.Чуфут-Кале) – skalne miasto i średniowieczne miasto-twierdza w zachodniej części Krymu na Ukrainie odległe o 2,5 km od Bakczysaraju. Nazwa w języku Tatarów krymskich oznaczała „twierdzę żydowską” (çufut — Żyd, qale — twierdza). Zachowały się także inne dawne nazwy miasta – Dżuft Kale, Kyrk Jer lub Kyrk Or. Przez znaczną część swoich dziejów (od XVI wieku) zamieszkane w większości przez Karaimów.

## Położenie
Położone jest na szczycie góry stołowej, od zachodu, południa i północy ograniczonej urwiskami wysokości 10–30 m. Całe miasto ma 46 ha, przy czym największa część (36 ha) była niezabudowana i służyła jako schronienie dla bydła. Obszar zabudowany zajmował tylko wschodnią część płaskowyżu i obejmował stare miasto o powierzchni 7 ha i nowe miasto (3 ha), powstałe w XV w.

## Historia
W 1299 po oblężeniu z użyciem machin oblężniczych miasto zostało zdobyte i splądrowane przez Mongołów dowodzonych przez chana Nogaja. Później ponownie zasiedlone przez Alanów, przypuszcza się, że było centrum ich państewka, choć zapewne pod wasalną zależnością od Tatarów Złotej Ordy. W latach 40. XIV w. miasto przechodzi pod bezpośrednie rządy Tatarów, którzy od razu budują tu meczet.
Po utworzeniu w XV w. Chanatu Krymskiego w Czufut-Kale ustanowiono stolicę nowego państwa, budując siedzibę chanów, zakładając medresę i rozbudowując meczet. Dość szybko rolę stolicy zaczęła przejmować osada w dolinie poniżej twierdzy, a w 1532 ostatecznie przeniesiono dwór chański i stolicę do nowo wybudowanego pałacu w Bachczysaraju. W Czufut-Kale zostaje głównie społeczność karaimska oraz mniejsza ormiańska, jest tam też arsenał chański, więzienie dla znaczniejszych jeńców chana, zaś fortyfikacje utrzymywane były w stanie gotowości, gdyż naturalnie niedostępne plato traktuje się jako punkt schronienia i oporu mieszkańców Bachczysaraju w razie ataku wroga.   
W 1778 miasto opuszczają Ormianie. Wcielenie Krymu do Rosji powoduje upadek Bachczysaraju, a tym bardziej Czufut-Kale i większa część Karaimów w XIX w. stopniowo przenosi się do innych miast, pozostali zaś wymierają, tak że na przełomie XIX/XX w. miasto było już niezamieszkane. W tym też okresie opuszczona osada przyciągała licznych turystów, w tym rodzinę carską, dla której wybudowano w 1897 dom, w którym mogła odpoczywać.  

## Czufut-Kale w sztuce
Adam Mickiewicz opisał swą podróż do skalnego miasta w Sonetach krymskich, w wierszu Droga nad przepaścią w Czufut-Kale.
Jerzy Hoffman zrealizował tu scenę do filmu Pan Wołodyjowski, w której młody Nowowiejski organizował zasadzkę na Azję Tuhajbejowicza, chcąc się zemścić za śmierć ojca oraz hańbę siostry i narzeczonej.

## Galeria

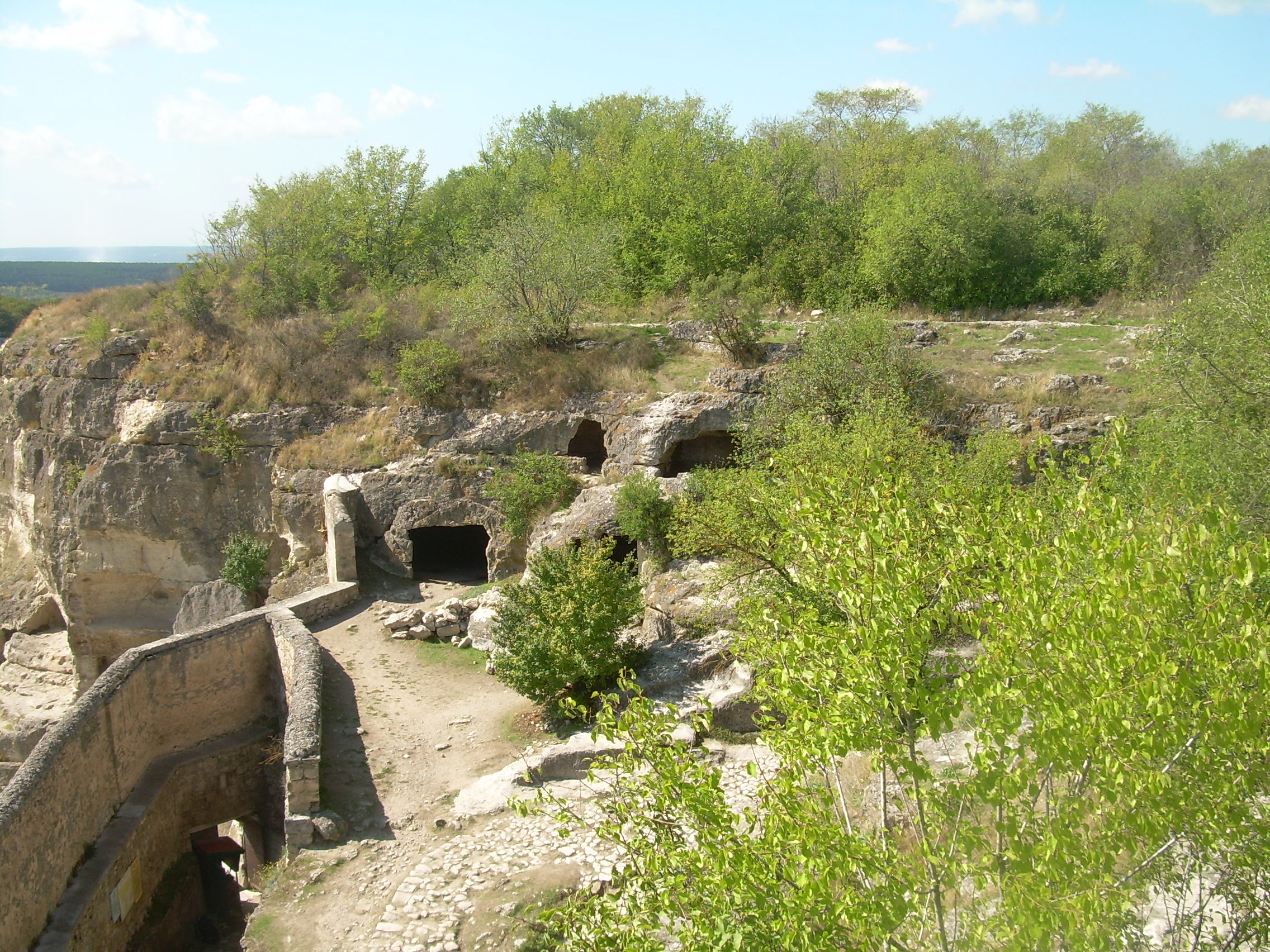
Frontowa część twierdzy
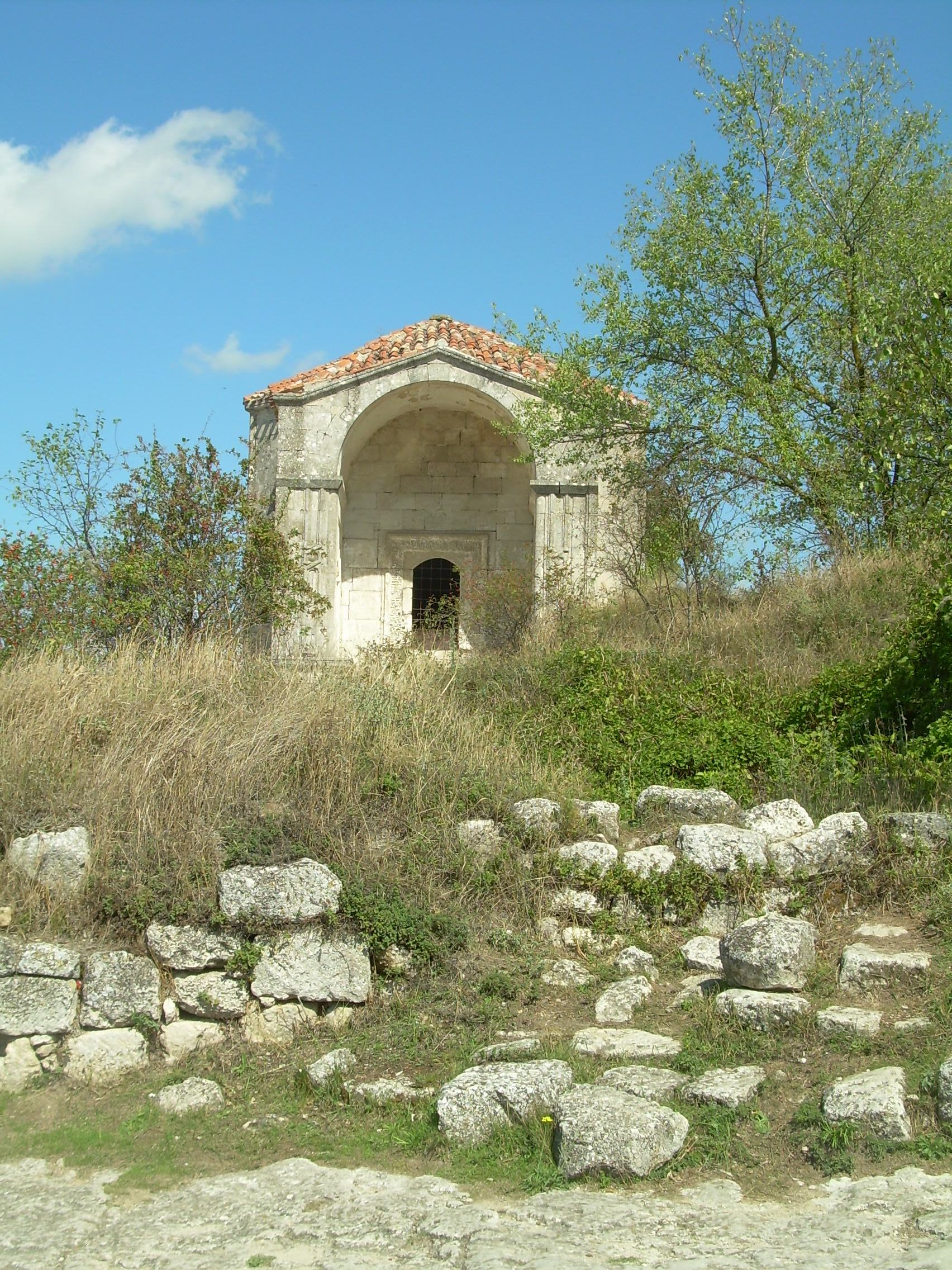
Mauzoleum Dżanike-Chanym